# Tcsh
tcsh es un shell de UNIX basado y compatible con C Shell (csh). Es esencialmente C Shell con mejoras y características (programables) como compleción automática de nombres y edición en línea de comandos entre otras tantas cualidades.
La "T" de tcsh, proviene de la T de TENEX, que es un sistema operativo que inspiró a Ken Greer, autor de tcsh, por su singular capacidad de compleción automática de comandos. 
Ken Greer trabajó en su proyecto tcsh a finales de los años 70 en la Universidad de Carnegie Mellon. Tiempo después Paul Placeway de la Universidad de Ohio continuó el desarrollo en los años 80.
Wilfredo Sánchez (exlíder de ingenieros de Mac OS X) trabajó en tcsh a principio de los años 1990 en MIT. Desde entonces tcsh es mantenido por numerosas personas alrededor del mundo. 
En 1984, tcsh remplazó a csh como el intérprete de comandos por defecto en FreeBSD, y recientemente, en Mac OS X.